# Baloi

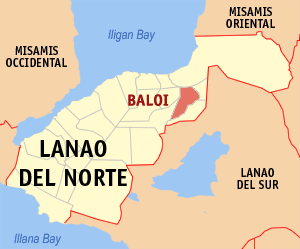
Bản đồ Lanao del Norte với vị trí của Baloi

Baloi là một đô thị hạng 4 ở tỉnh Lanao del Norte, Philippines. Theo điều tra dân số năm 2007, đô thị này có dân số 44.366 people.

## Các đơn vị hành chính
Baloi được chia ra 21 barangay.
| - Abaga - Adapun-Ali (Dariat) - Angandog (Bulao) - Angayen (Balut) - Bangko - Batolacongan (Basagad) - Buenavista - Cadayonan - Landa (Gadongan) - Lumbac - Mamaanun | - Maria Cristina - Matampay - Nangka - Pacalundo - Poblacion East - Poblacion West - Sandor (Daduan) - Sangcad (Cormatan) - Sarip-Alawi (Payawan) - Sigayan |